# Menhir de la Vrimonière
Le menhir de la Vrimonière est un menhir situé à L'Île-d'Yeu, dans le département français de la Vendée.

## Description
Le menhir fut découvert par Émile Boismoreau le 17 août 1919. C'est une petite pierre de 0,80 m de hauteur sur 1,75 m de large, d'une épaisseur de 0,40 m. Elle est orientée nord-sud. La pierre est enfoncée dans le sol sur 0,80 m de profondeur. Elle est calée à son pied sur chaque face par de nombreux petits blocs.
Le menhir comporte une cupule au sommet dont l'origine est peut-être récente